# Чипау (Муреш)
Чипау (рум. Cipău) насеље је у Румунији у округу Муреш у општини Јернут. Oпштина се налази на надморској висини од 281 m.

## Становништво
Према подацима из 2002. године у насељу је живело 1138 становника.

### Попис2002.
| Расподела становништва по националности 2002.‍ | Расподела становништва по националности 2002.‍ | Расподела становништва по националности 2002.‍ | Расподела становништва по националности 2002.‍ | Расподела становништва по националности 2002.‍ |
| --------------------------------------------- | --------------------------------------------- | --------------------------------------------- | --------------------------------------------- | --------------------------------------------- |
|                                               |                                               |                                               |                                               |                                               |
| Румуни                                        | Румуни                                        |                                               | 712                                           | 62,8%                                         |
| Мађари                                        | Мађари                                        |                                               | 221                                           | 19,5%                                         |
| Роми                                          | Роми                                          |                                               | 200                                           | 17,7%                                         |